# Denmark Street

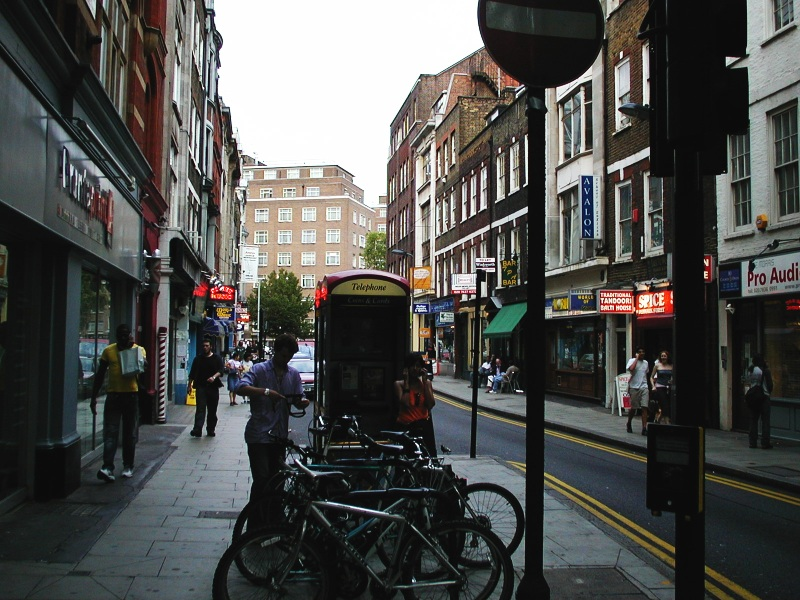
Denmark Street, Julho 2004

A Denmark Street é uma pequena rua de Londres, famosa pela música (british pop music).
Ao longo dos anos, vários artistas conhecidos internacionalmente, como os Beatles ou os Rolling Stones, passaram pela rua, na qual gravaram um álbum (os Beatles iniciaram mesmo a sua carreira musical nesta rua).